# XB-38空中堡壘轟炸機
XB-38空中堡壘轟炸機（英語：Flying Fortress)是B-17E的測試版本，用於測試艾利森V-1710液冷V型發動機是否可以替代其在二戰早期的使用的萊特R-1820旋風星型引擎。

## 發展
XB-38是Vega（洛克希德的子公司）對B-17轟炸機進行的改裝，目的是為測試液冷艾里 森-1710-89 V-12發動機替代萊特R-1820旋風星型引擎的可能性。Vega只花費不到一年的時間就完成改裝，並於1943年5月19日進行首飛。
雖然XB-38的有較高的最高速度，但其最大升線也較低。在幾次測試飛行後，由於發動機歧管接頭洩漏廢氣的問題，因而暫時停飛。解決這個問題後，測試一直持續到1943年6月16日的第九次飛行。在這次飛行中，第三個（右側內側）發動機著火，機組人員被迫跳傘。XB-38墜毀後，該項目被取消，並將V-1710發動機轉移給P-38閃電式戰鬥機、P-39戰鬥機、P-40戰鷹戰鬥機、P- 51A野馬和P-63眼鏡王蛇戰鬥機等戰鬥機使用。